# Ljudska pravljica
Ljudska pravljica je pravljica z naslednjimi značilnostmi:
- Avtor ni poznan, prenaša se z ustnim izročilom.
- Pravljica je srednje dolga po navadi izmišljena zgodba.
- Kraj in čas sta nedoločena.
- Pravljice se začenjajo skoraj vedno z istimi ali vsaj podobnimi besedami (nekoč, davno, v prastarih časih…).
- Pravljični liki nimajo imen ali pa so izmišljena.
- Nasprotja: dobri-slabi, lepi, blagi, prijazni-slabi, grdi, hudobni.
- V pravljicah vedno zmaga dobro nad slabim, pravica nad krivico, resnica nad lažjo …
- Pravljična števila: tri, sedem, devet, deset, dvanajst, sto …
- Pojavljajo se pravljična bitja (vile, povodni mož) in predmeti (čarobne palice, prstan)
- Narava je vsemogočna.
- Konec pravljice večkrat podoben ali enak.

## Ostale značilnosti
Za ljudsko pravljico je značilno, da so v njej shranjena sporočila, ki so povezana s človekovimi življenjskimi izkušnjami in domišljijsko 
obdarjenostjo. Je stvaritev ljudskega duha, ki se v njej ohranja iz roda v rod. S svojimi doživljajskimi sestavinami in njihovimi 
fabulativnimi upodobitvami je še danes živa in predmet zanimanja. V preteklosti ko še ni bilo televizije, radia, interneta in še mnogo 
najrazličnejših javnih občil, so se ljudje kratkočasili, da so si izmišljali pravljice in si jih med različnimi priložnostmi pripovedovali med 
sabo. Tako so krožile od ust do ust, s popotniki in preseljevanjem ljudi so potovale iz dežele v deželo. Pri tem so se seveda spreminjale, 
saj so jih pripovedovalci prirejali po svoje, tako kot se zgodi z vsakim ustnim izročilom.
V teh starih pravljicah so ljudje opisovali nedoumljive, skrivnostne sile okrog sebe, ki so jim pripisovali nadnaravno moč (bogovi, 
polbogovi, živali, rastline, nadnaravne sile, najrazličnejši predmeti …); v pravljicah pa so imeli svoje mesto tudi imetniki in preprosti ljudje, kralji in kraljice, princi in kraljične, čarovniki in čarovnice, pastirji in vitezi, sirote in mačehe, potepuhi in desetnice, hlapci in gospodarji, zmaji in druga čudežna bitja …
Skoraj vedno vsebujejo tudi življenjski nauk, nasvet ali svarilo, kaj je dobro in kaj slabo..

## Delitev
Poznamo jih več vrst, v ožjem pomenu jih lahko delimo na čudežne in realistične. Če v zgodbi nastopajo čarobni pripomočki in nenavadne moči, potem je to čudežna pravljica (Janko in Metka, Železni prstan). V realistični pravljici pa ima navadno pomembno vlogo junakova iznajdljivost, prisebnost, zvijačnost (pravljice o razbojnikih). V basnih nastopajo živali, dogaja se v živalskem okolju le živali imajo človeške lastnosti. V takih pravljicah pogosto nastopajo volk, jež, lisica, medved, zajec itn.